# 小行星20623
小行星20623（20623 Davidyoung）是一颗绕太阳运转的小行星，为主小行星带小行星。该小行星于1999年10月10日发现。

## 轨道参数
小行星20623的轨道半长轴为2.6459434 UA，离心率为0.189。